# Cantonul Forcalquier
Cantonul Forcalquier este un canton din arondismentul Forcalquier, departamentul Alpes-de-Haute-Provence, regiunea Provence-Alpes-Côte d'Azur, Franța.

## Comune
- Dauphin
- Forcalquier (reședință)
- Limans
- Mane
- Niozelles
- Pierrerue
- Saint-Maime
- Saint-Michel-l'Observatoire
- Sigonce
- Villeneuve